# 장요상
장요상(1981년 8월 11일 ~ )은 전 KBO 리그 현대 유니콘스의 야구 선수인 외야수이다.

## 출신학교
- 전주진북초등학교
- 전라중학교
- 전주고등학교
- 원광대학교